# Escudo Nacional
Escudo Nacional är en ort i Mexiko.   Den ligger i kommunen Pánuco och delstaten Veracruz, i den centrala delen av landet, 300 km norr om huvudstaden Mexico City. Escudo Nacional ligger 17 meter över havet och antalet invånare är 220.
Terrängen runt Escudo Nacional är platt, och sluttar norrut. Runt Escudo Nacional är det ganska glesbefolkat, med 32 invånare per kvadratkilometer. Närmaste större samhälle är Colonia Piloto, 8,3 km sydväst om Escudo Nacional. Trakten runt Escudo Nacional består till största delen av jordbruksmark.